# Fetlework Gebre-Egziabher
Fetlework Gebre-Egziabher (parfois orthographié Egzihaber) est une femme politique éthiopienne.
Membre du Front de libération du peuple du Tigray (FLPT), elle devient le 16 octobre 2018 ministre du Commerce et de l'Industrie dans le gouvernement du Premier ministre Abiy Ahmed. Elle est remerciée en janvier 2020, alors que le FLPT s'oppose à la fusion des partis de la coalition gouvernementale au sein du Parti de la prospérité.